# Claudius Moseler

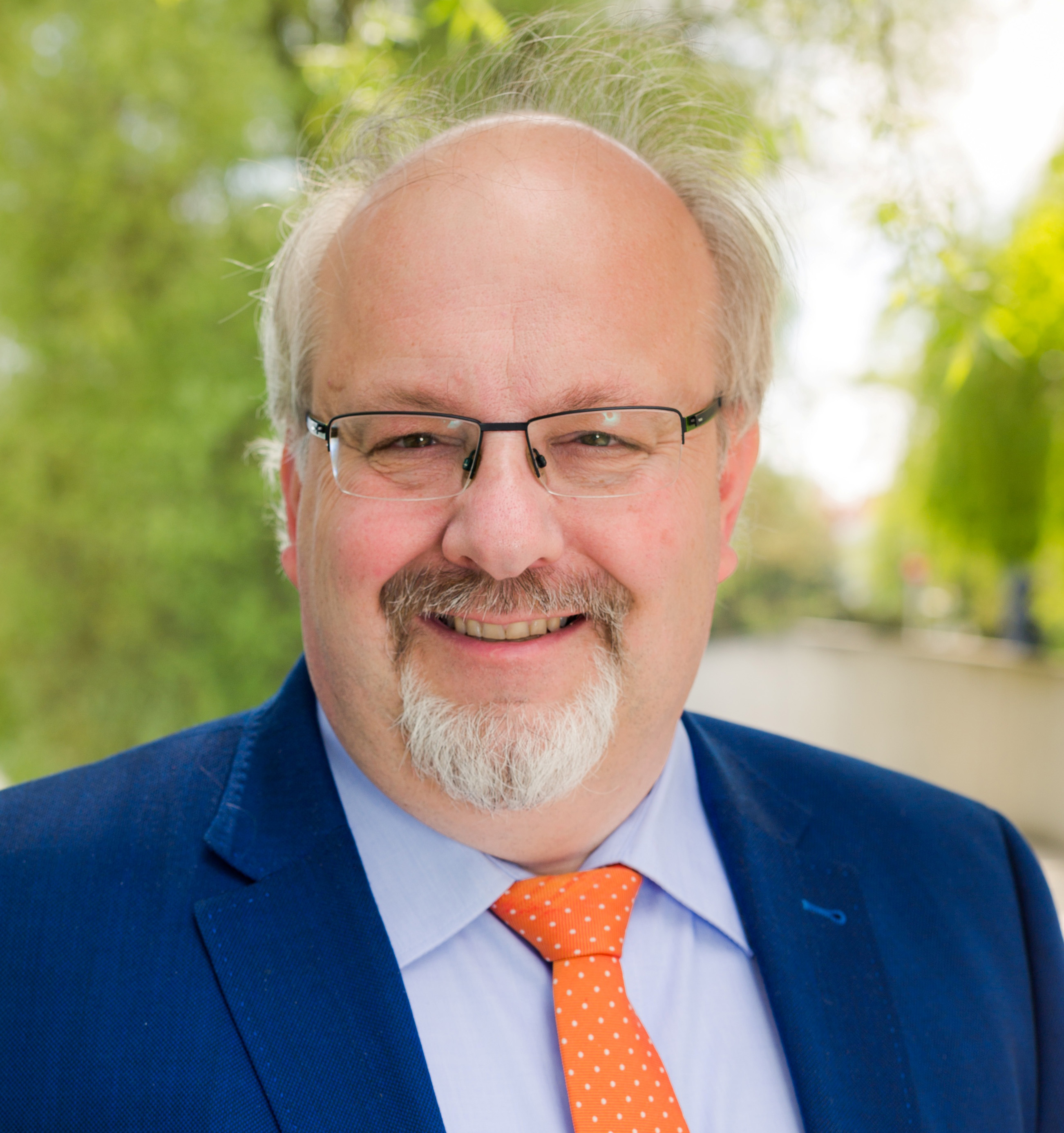
Claudius Moseler

Claudius Moseler (n. 23 de marzo de 1966) es un político, y geógrafo alemán. Es Secretario General del Partido Ecológico-Democrático desde septiembre del 2001, y consejero municipal del Ayuntamiento de Maguncia desde 2004.

## Formación, oficio y familia
Tras el Abitur (equivalente a la Selectividad en España) que aprobó en 1986, comenzó a estudiar geografía (Geografía social y Geografía económica), ciencias de la comunicación y etnología en la Universidad de Maguncia, que finalizó en 1992 con la diplomatura. En 1993 realizó con un beca de la ciudad de Maguncia y la universidad de Maguncia el doctorado «Liegenschaftskonversion in Rheinland-Pfalz» (conversión de bienes inmuebles en Renania-Palatinado) en 1997 en el Instituto Geográfico de la Universidad de Maguncia.
Claudius Moseler está casado y vive con una hija. Es católico y vive en Mainz-Marienborn.

## Vida política

### En el ÖDP
Se adhiere a la ÖDP en 1983, ya que ofrece una seria alternativa a los partidos tradicionales. Fue teniente de alcalde de Marienborn desde 1994. Integró la gestión de los demócratas del Partido Ecológico-Democrático en 1996. Cinco años más tarde, se convirtió en secretario general, cargo que continúa desempeñando.
Fue elegido concejal de Maguncia, el 1 de julio de 2004.

## Obra
- Die Auswirkungen der Präsenz des amerikanischen Militärs im Bereich des Ober-Olmer Waldes und in Mainz-Finthen. En: Studien zur Nordamerikaforschung I. Mayence, 1995

- Die Geographie von Marienborn. En: Marienborn und seine 1000jährige Geschichte. Marienborn, 1995

- Liegenschaftskonversion in Rheinland-Pfalz. Geographische Untersuchung zu den Entwicklungschancen bei der Umnutzung aufgelassener militärischer Liegenschaften. Europäische Hochschulschriften IV/18. Ed. Peter Lang Verlag, Francfort-sur-le-Main, 1998